# 351 Dywizja Piechoty (III Rzesza)
351 Dywizja Piechoty (niem. 351. Infanterie-Division) – niemiecka dywizja z czasów II wojny światowej, sformowana w rejonie Częstochowy na mocy rozkazu z 10 marca 1940, w 9. fali mobilizacyjnej przez XVII Okręg Wojskowy.

## Struktura organizacyjna
- Struktura organizacyjna w marcu 1940 roku:

641., 642. i 643. pułk piechoty, 351. bateria artylerii, 351. szwadron rozpoznawczy;

## Dowódca dywizji
- Generalleutnant Paul Göldner 10 05 1940 – 21 08 1940;

## Szlak bojowy
Dywizja przez cały okres swojego istnienia pełniła służbę okupacyjna w Generalnym Gubernatorstwie w obszarze Częstochowy. Po zakończeniu kampanii na zachodzie została rozwiązana rozkazem z dnia 21 sierpnia 1940 roku.